# Erasmus din Antiohia

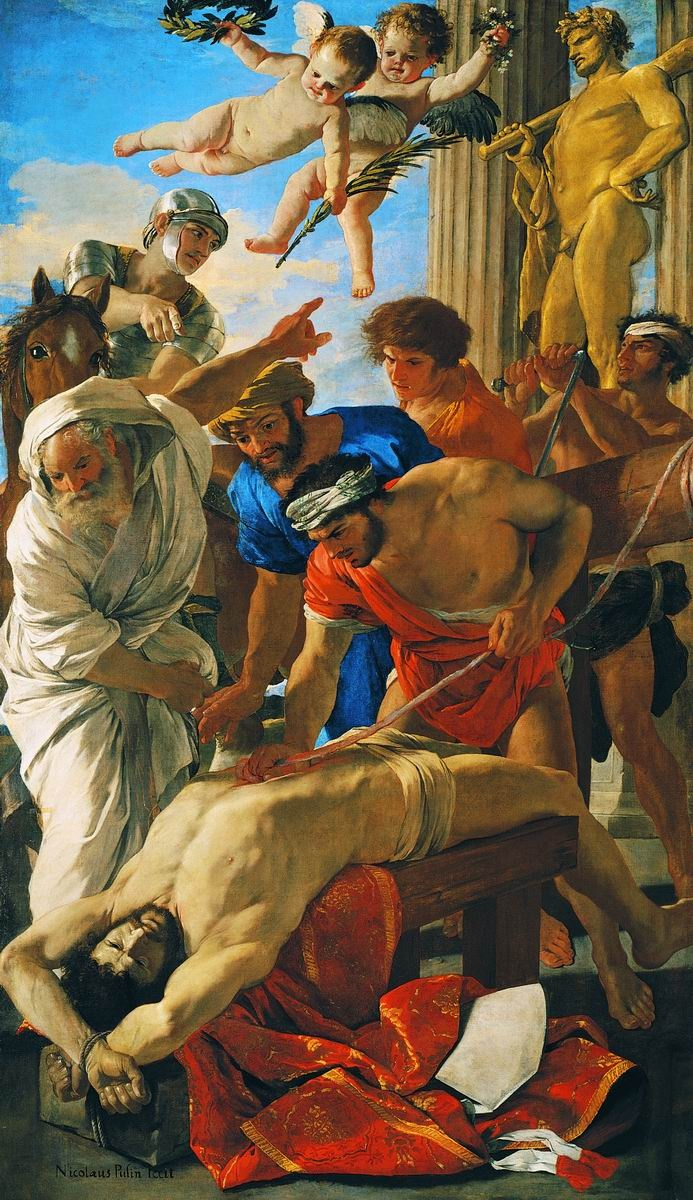
Martirul suferit de Sf. Erasmus

Erasmus, numit și „Elmo” sau „Ermo”, (n. 240, Antiohia - d. 303 Formia) a fost un episcop martir creștin, considerat unul din cei Paisprezece ajutători.
Sf. Erasmus a trăit în timpul prigonirii creștinilor sub împăratul roman Dioclețian. După legendă, el ar fi trebuit să părăseasească dioceza lui, urcând pe un munte aflat pe teritoriul Libanului de azi. Pe munte episcopul ar fi trăit șapte ani hrănindu-se cu fructele găsite. După înfățișarea unui înger, Erasmus se întoarce la episcopia lui, unde va fi prins și schingiuit, printre altele cu scoaterea intestinelor. Cu ajutorul Domnului este eliberat și ajunge duhovnic în regiunea Formia Italia.
În secolul al IX-lea osemintele sale au fost duse la Gaeta, localitate situată la nord de Neapole, unde și în prezent este considerat patronul bisericii de acolo. Erasmus din Antiohia este considerat patronul țesătorilor, matrozilor, tâmplarilor, femeilor gravide, protector contra focului și colicilor (durerilor de burtă). 